# Hail H.I.M.
Hail H.I.M. – dziewiąty album studyjny Burning Speara, jamajskiego wykonawcy muzyki reggae.
Płyta została wydana w roku 1980 przez Burning Music, własną wytwórnię Speara. Nagrania zarejestrowane zostały w studiu Tuff Gong w Kingston. Ich produkcją zajął się sam wokalista we współpracy z Astonem "Family Manem" Barrettem. Spearowi akompaniowali muzycy sesyjni z założonej przez niego grupy The Burning Band.
Album doczekał się dwóch reedycji, wydanych przez Heartbeat Records w roku 1994 oraz przez EMI Records w roku 2002.

## Lista utworów

### Strona A
1. „African Teacher”
2. „African Postman”
3. „Cry Blood Africans”
4. „Jah A Guh Raid”

### Strona B
1. „Hail H.I.M.”
2. „Columbus ”
3. „Road Foggy”
4. „Follow Marcus Garvey”
5. „Jah See And Know”

## Muzycy
- Junior Marvin - gitara
- Aston "Family Man" Barrett - gitara basowa
- Nelson Miller - perkusja
- Winston Rodney - perkusja, kongi
- Tyrone Downie - instrumenty klawiszowe
- Earl "Wire" Lindo - instrumenty klawiszowe
- Egbert "Eggie" Evans - saksofon tenorowy
- Herman Marquis - saksofon altowy
- Bobby Ellis - trąbka